# Чернобрисов, Виталий Феодосьевич
Виталий Феодосьевич Чернобрисов (15 декабря 1940, Фрунзе — 16 января 2022, Минск) — белорусский живописец, скульптор, педагог и общественный деятель. Знаковая фигура белорусского авангарда.
Член эстетической комиссии при Союзе художников БССР (1978—1985), неформального творческого объединения «БЛО» (Минск, 1987—1990), Санкт-Петербургского гуманитарного фонда «Свободная культура» (с 1990), художественной комиссии Музея детского творчества в Санкт-Петербурге (с 1993).

## Биография. Творчество
Учился в Каунасском техникуме прикладного искусства имени Стяпаса Жукаса (1966—1967). С 1968 года преподавал в кружках детского творчества при ЖЭСах. На благотворительных началах создал ряд скульптурных композиций: в Минске (офис компании VDS), Фаниполе, д. Великое Село Дзержинского р-на (территория сельской школы), Бобруйске (детская колония № 2), Гомеле. Инициировал общественный проекта «Благовест», направленный на создание художественно организованной жилой среды (роспись жилых домов, подъездов, социальных объектов). Руководил детской изостудией Советского района г. Минска (1968—1995). Жил в Гомеле с 1951 г., в Минске с 1958 г.

## Работы находятся в собраниях
Произведения находятся в музейных собраниях:
- Национальный художественный музей Республики Беларусь, Минск, РБ
- Белорусский государственный архив-музей литературы и искусства, Минск, РБ
- Ветковский музей народного творчества Гомельской области, РБ
- Литературно-мемориальный музей Ф. М. Достоевскогов, Санкт-Петербург, РФ
- Музей нонконформистского искусства, Санкт-Петербург, РФ
- Томский художественный музей, Томск, РФ
- Музей современного русского искусства в Джерси-Сити, США

В Частных коллекциях:
- Санкт-Петербурга — (Сергея Липшица, Льва Коценельсона, Николая Благодатова, Бориса Файзулина),
- Минска — (Евгения Ксеневича, Сергея Белявского, Кирилла Хлопова, Артура Клинова, Анны Балаш, Даниила Парнюка, Андрея Плесанова и др.),
- Москвы, Нью-Йорка.

## Выставки
- 2015 — Персональная выставка, Галерея современного искусства «Ў», Минск, РБ.
- 2015 — Групповая выставка «Встречи», Галерея «ВИЛЬНЮС» Архивная копия от 19 августа 2016 на Wayback Machine , Минск, РБ.
- 2014 — Групповая выставка и международный форум «Сума Сумарум» , Галерея «Шестая линия», Минск, РБ.
- 2013 — Персональная выставка «Время Ч», Городская художественная галерея им. Л.Щемелева, Минск, РБ.
- 2010 — Персональная выставка к юбилею Чернобрисова, Галерея «VILNIUS», Минск, РБ.
- 2010 — Квартирная выставка Виталия Чернобрисова и его друзей, Минск, РБ.
- 2001 — Персональная выставка, Минск, РБ.
- 1991 — Персональная выставка, Санкт-Петербург, РФ.
- 1970 — Персональная выставка, Санкт-Петербург, РФ.
- 1969 — Персональная выставка, Санкт-Петербург, РФ.

Участник выставок с 1965 (квартирные выставки в Ленинграде у коллекционеров Сергея Липшица, Геннадия Гора).

## Публикации
- Вакар, Л. Культываванне дзіцячай творчасці і стылістыкі прымітывізму ў жывапісе Васіля Сумарава і Віталя Чарнабрысава / Вакар Людміла Уладзіміраўна // Мастацкая і музычная адукацыя ― 2015. ― № 6. ― С. 32―37 ; 3-я с. вокладкі. ― Рэзюмэ на беларускай і англійскай мовах.
- Глубинка Беларуси карандашом Виталия Чернобрисова, 1973—1974 г. : [Живопись: Альбом. — Мн., 1997. — [40 с.]
- Красота спасет мир : книга для художников-педагогов: [сборник / составитель Чернобрисов В. Ф.; вступительная статья Н. Благодатова; компания VDS]. — Санкт-Петербург. — Минск, 2011. — 329, [23] с., ил.
- Чернобрисов, В. Ф. Художник Виталий Чернобрисов: То была княжеская столовая, а тут дети в бордель играют / Виталий Чернобрисов; текст: Алесь Суходолов; фото: Александр Обухович, Валерий Ведренко, Даниил Парнюк // Большой ― 2012. ― № 10. ― С. 74―78